# Pseudoalataspora squamifrons
Pseudoalataspora squamifrons is een microscopische parasiet uit de familie Alatasporidae. Pseudoalataspora squamifrons werd in 2002 beschreven door Kovaljova, Rodjuk & Grudney. 